# The Cars
The Cars waren eine US-amerikanische Rockband der New Wave, die zwischen 1978 und 1985 ihre größten Erfolge hatte.

## Bandgeschichte

### Anfänge und Erfolge

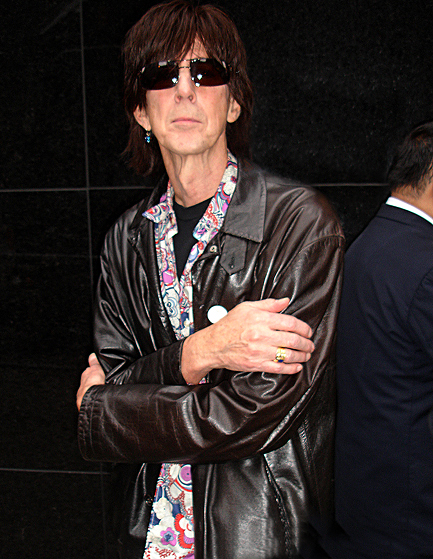
Ric Ocasek (2009)

Die Band The Cars wurde 1976 in Boston gegründet. 1977 unterschrieben die Mitglieder bei Elektra Records einen Plattenvertrag.
Den Kern der Band bildeten der Komponist und Sänger Ric Ocasek und der Bassist Benjamin Orr, der auf allen Alben bei einigen Liedern (u. a. Just What I Needed, Let's Go und Drive) auch den Leadgesang übernahm. Hinzu kamen der Gitarrist Elliot Easton und der Schlagzeuger David Robinson, der zuvor bei Jonathan Richmans Band The Modern Lovers gespielt hatte, und der Keyboarder Greg Hawkes.
The Cars schlugen eine Brücke zwischen dem Gitarrenpop und -punk der 1970er Jahre (David Bowie, Iggy Pop) und dem von Keyboards und Synthesizern bestimmten Klang der 1980er Jahre. So bestimmten Hawkes’ Arrangements den Klang der Band, und auf fast allen Singleauskopplungen steuerte Easton ein griffiges Gitarrensolo bei. Ab 1981 produzierte die Band weitgehend chartorientierten Mainstream-Pop.
Ihr erstes Album The Cars erreichte in den amerikanischen Albumcharts 1978 Rang 18; die Singleauskopplungen Just What I Needed, My Best Friend’s Girl und Good Times Roll erreichten das Mittelfeld der Singlecharts. Das zweite Studioalbum Candy-O erreichte ein Jahr später bereits Platz 3. In den nächsten Jahren konnte die Band weitere Top-Ten-Platzierungen in den Singlecharts erreichen, auch dank der massiven Unterstützung des 1981 gegründeten Musiksenders MTV.
1984 erreichte die Band mit ihrem Album Heartbeat City und den fünf Singleauskopplungen, von denen vier die Top 20 erreichten, den kommerziellen Höhepunkt. Am erfolgreichsten waren die Titel Drive  (Platz 3 in den USA) sowie You Might Think (Platz 7). Wie alle Alben zuvor erhielt auch Heartbeat City in den USA Platin.
Am 13. Juli 1985 traten die Cars beim Live-Aid-Konzert im John-F.-Kennedy-Stadium in Philadelphia auf und spielten die Hits You Might Think, Drive, Just What I Needed und Heartbeat City.

### Auflösung und Nachfolgeprojekte

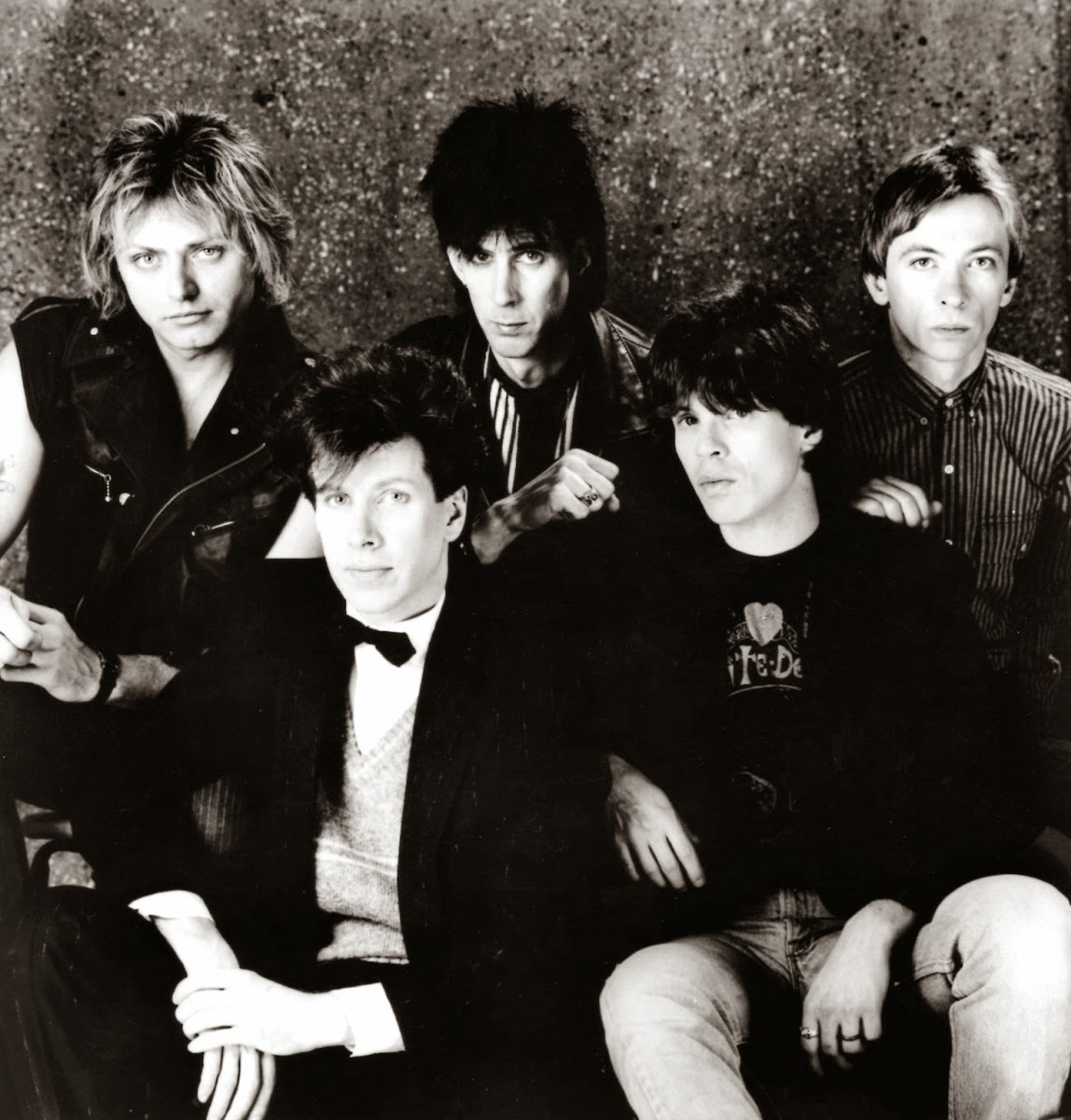
The Cars 1984: Benjamin Orr, David Robinson, Ric Ocasek, Elliot Easton und Greg Hawkes

Nachdem das Album Door to Door (1987) kommerziell weniger erfolgreich gewesen war und in den USA nur noch den Goldstatus erreicht hatte, löste sich die Band 1988 auf. Orr und Ocasek starteten mäßig erfolgreiche Solokarrieren, wobei sich Ric Ocasek darüber hinaus auch als Produzent, etwa von Weezer, Bad Religion und Romeo Void, einen Namen machte.
Elliot Easton spielte ab 1995 bei Creedence Clearwater Revisited.
Benjamin Orr starb im Jahre 2000 an Bauchspeicheldrüsenkrebs.
Im Jahr 2006 gründeten die Cars-Musiker Elliot Easton und Greg Hawkes zusammen mit Todd Rundgren (als Sänger und Gitarrist), dem Bassisten Kasim Sulton und dem Schlagzeuger Prairie Prince eine neue Formation unter dem Namen The New Cars. Es wurde ein Livealbum mit dem Titel It’s Alive veröffentlicht, das während der US-Tour der neuen Gruppe aufgenommen wurde und alte Songs mit neuem Klang sowie drei neue Studiotracks enthielt.

### Wiedervereinigung und endgültige Auflösung
2010 gaben The Cars ihre Wiedervereinigung bekannt – mit Ausnahme des verstorbenen Benjamin Orr in Originalbesetzung. Die Single Sad Song wurde im März 2011 veröffentlicht, und am 6. Mai 2011 erschien ein Studioalbum mit dem Titel Move Like This. Es folgte eine Tournee durch elf Städte, die am 10. Mai in Seattle begann und am 26. Mai 2011 im House of Blues in Boston endete und auf der die Band sowohl neues Material aus dem aktuellen Album als auch alte Hits spielte. Am 7. August 2011 folgte ein Auftritt auf dem Lollapalooza-Festival im Grant Park in Chicago.
Nach erneuter längerer Inaktivität wurden die Cars im Dezember 2017 mit der Aufnahme in die Rock and Roll Hall of Fame geehrt. Die offizielle Veranstaltung fand am 14. April 2018 statt; bei dieser trat die Band noch ein letztes Mal gemeinsam auf und spielte vier Songs, You Might Think, My Best Friend's Girl, Moving in Stereo, Just What I Needed. Im September 2019 starb Ric Ocasek, wodurch das endgültige Ende der Band besiegelt war.

## Diskografie

### Studioalben
| Jahr | Titel          | Höchstplatzierung, Gesamtwochen, AuszeichnungChartplatzierungen (Jahr, Titel, Platzierungen, Wochen, Auszeichnungen, Anmerkungen) | Höchstplatzierung, Gesamtwochen, AuszeichnungChartplatzierungen (Jahr, Titel, Platzierungen, Wochen, Auszeichnungen, Anmerkungen) | Höchstplatzierung, Gesamtwochen, AuszeichnungChartplatzierungen (Jahr, Titel, Platzierungen, Wochen, Auszeichnungen, Anmerkungen) | Höchstplatzierung, Gesamtwochen, AuszeichnungChartplatzierungen (Jahr, Titel, Platzierungen, Wochen, Auszeichnungen, Anmerkungen) | Anmerkungen                                                                         |
| Jahr | Titel          | DE | CH | UK | US | Anmerkungen                                                                         |
| ---- | -------------- | --- | --- | --- | --- | ----------------------------------------------------------------------------------- |
| 1978 | The Cars       | — | — | UK29 Silber · (15 Wo.)UK | US18 ×6Sechsfachplatin · (139 Wo.)US                                                                                              | Erstveröffentlichung: 6. Juni 1978 Produzent: Roy Thomas Baker                      |
| 1979 | Candy-O        | — | — | UK30 (6 Wo.)UK | US3 ×4Vierfachplatin · (62 Wo.)US                                                                                                 | Erstveröffentlichung: 12. Juni 1979 Produzent: Roy Thomas Baker                     |
| 1980 | Panorama       | — | — | — | US5 Platin · (28 Wo.)US | Erstveröffentlichung: 15. August 1980 Produzent: Roy Thomas Baker                   |
| 1981 | Shake It Up    | — | — | — | US9 ×2Doppelplatin · (41 Wo.)US                                                                                                   | Erstveröffentlichung: 9. November 1981 Produzent: Roy Thomas Baker                  |
| 1984 | Heartbeat City | DE15 (18 Wo.)DE | CH20 (5 Wo.)CH | UK25 Gold · (30 Wo.)UK | US3 ×4Vierfachplatin · (69 Wo.)US                                                                                                 | Erstveröffentlichung: 13. März 1984 Produzenten: Robert John „Mutt“ Lange, The Cars |
| 1987 | Door to Door   | DE57 (2 Wo.)DE | CH20 (3 Wo.)CH | UK72 (2 Wo.)UK | US26 Gold · (23 Wo.)US | Erstveröffentlichung: 11. August 1987 Produzent: Ric Ocasek                         |
| 2011 | Move Like This | — | — | — | US7 (7 Wo.)US | Erstveröffentlichung: 10. Mai 2011 Produzenten: Jacknife Lee, The Cars              |

grau schraffiert: keine Chartdaten aus diesem Jahr verfügbar

### Kompilationen
| Jahr | Titel                                               | Höchstplatzierung, Gesamtwochen, AuszeichnungChartplatzierungen (Jahr, Titel, Platzierungen, Wochen, Auszeichnungen, Anmerkungen) | Höchstplatzierung, Gesamtwochen, AuszeichnungChartplatzierungen (Jahr, Titel, Platzierungen, Wochen, Auszeichnungen, Anmerkungen) | Anmerkungen                        |
| Jahr | Titel                                               | UK | US | Anmerkungen                        |
| ---- | --------------------------------------------------- | --- | --- | ---------------------------------- |
| 1985 | Greatest Hits                                       | UK27 Gold · (19 Wo.)UK | US12 ×6Sechsfachplatin · (39 Wo.)US                                                                                               | Erstveröffentlichung: Oktober 1985 |
| 2002 | The Complete Greatest Hits (US) The Definitive (EU) | — | US32 (8 Wo.)US | Erstveröffentlichung: Februar 2002 |

Weitere Kompilationen
- 1995: The Cars Anthology: Just What I Needed (2 CDs)
- 2001: Shake It Up and Other Hits
- 2002: The Very Best of the Cars
- 2005: The Essentials
- 2006: The Cars Unlocked: The Live Performances (CD + DVD)
- 2006: Rhino Hi-Five: The Cars (5 mp3-Files)
- 2008: Classic Tracks
- 2010: Original Album Series (Box mit 5 CDs)
- 2016: Moving in Stereo: The Best of the Cars (CD oder 2 LPs)
- 2016: The Elektra Years 1978–1987 (Box mit 6 LPs)

### Singles
| Jahr | Titel Album                         | Höchstplatzierung, Gesamtwochen, AuszeichnungChartplatzierungen (Jahr, Titel, Album, Platzierungen, Wochen, Auszeichnungen, Anmerkungen) | Höchstplatzierung, Gesamtwochen, AuszeichnungChartplatzierungen (Jahr, Titel, Album, Platzierungen, Wochen, Auszeichnungen, Anmerkungen) | Höchstplatzierung, Gesamtwochen, AuszeichnungChartplatzierungen (Jahr, Titel, Album, Platzierungen, Wochen, Auszeichnungen, Anmerkungen) | Höchstplatzierung, Gesamtwochen, AuszeichnungChartplatzierungen (Jahr, Titel, Album, Platzierungen, Wochen, Auszeichnungen, Anmerkungen) | Höchstplatzierung, Gesamtwochen, AuszeichnungChartplatzierungen (Jahr, Titel, Album, Platzierungen, Wochen, Auszeichnungen, Anmerkungen) | Anmerkungen                                                |
| Jahr | Titel Album                         | DE | AT | CH | UK | US | Anmerkungen                                                |
| ---- | ----------------------------------- | --- | --- | --- | --- | --- | ---------------------------------------------------------- |
| 1978 | Just What I Needed The Cars         | — | — | — | UK17 Silber · (10 Wo.)UK | US27 (17 Wo.)US | Erstveröffentlichung: 29. Mai 1978 Autor: Ric Ocasek       |
| 1978 | My Best Friend’s Girl The Cars      | — | — | — | UK3 (10 Wo.)UK | US35 (15 Wo.)US | Erstveröffentlichung: 10. Oktober 1978 Autor: Ric Ocasek   |
| 1979 | Good Times Roll The Cars            | — | — | — | — | US41 (10 Wo.)US | Erstveröffentlichung: 20. Februar 1979 Autor: Ric Ocasek   |
| 1979 | Let’s Go Candy-O                    | — | — | — | UK51 (4 Wo.)UK | US14 (15 Wo.)US | Erstveröffentlichung: 12. Juni 1979 Autor: Ric Ocasek      |
| 1979 | It’s All I Can Do Candy-O           | — | — | — | — | US41 (10 Wo.)US | Erstveröffentlichung: 25. September 1979 Autor: Ric Ocasek |
| 1980 | Touch and Go Panorama               | — | — | — | — | US37 (11 Wo.)US | Erstveröffentlichung: 25. August 1980 Autor: Ric Ocasek    |
| 1981 | Shake It Up                         | — | — | — | — | US4 (22 Wo.)US | Erstveröffentlichung: 9. November 1981 Autor: Ric Ocasek   |
| 1982 | Since You’re Gone Shake It Up       | — | — | — | UK37 (4 Wo.)UK | US41 (9 Wo.)US | Erstveröffentlichung: 8. März 1982 Autor: Ric Ocasek       |
| 1984 | You Might Think Heartbeat City      | — | — | — | UK88 (5 Wo.)UK | US7 (17 Wo.)US | Erstveröffentlichung: Februar 1984 Autor: Ric Ocasek       |
| 1984 | Magic Heartbeat City                | — | — | — | — | US12 (17 Wo.)US | Erstveröffentlichung: 7. Mai 1984 Autor: Ric Ocasek        |
| 1984 | Drive Heartbeat City                | DE4 (16 Wo.)DE | AT8 (10 Wo.)AT | CH3 (12 Wo.)CH | UK4 Gold · (27 Wo.)UK | US3 (19 Wo.)US | Erstveröffentlichung: 23. Juli 1984 Autor: Ric Ocasek      |
| 1984 | Hello Again Heartbeat City          | DE27 (8 Wo.)DE | AT21 (6 Wo.)AT | CH17 (6 Wo.)CH | — | US20 (15 Wo.)US | Erstveröffentlichung: 15. Oktober 1984 Autor: Ric Ocasek   |
| 1985 | Why Can’t I Have You Heartbeat City | — | — | — | — | US33 (17 Wo.)US | Erstveröffentlichung: 7. Januar 1985 Autor: Ric Ocasek     |
| 1985 | Heartbeat City                      | — | — | — | UK78 (3 Wo.)UK | — | Erstveröffentlichung: Februar 1985 Autor: Ric Ocasek       |
| 1985 | Tonight She Comes Greatest Hits     | — | — | — | UK79 (4 Wo.)UK | US7 (17 Wo.)US | Erstveröffentlichung: 14. Oktober 1985 Autor: Ric Ocasek   |
| 1986 | I’m Not the One Greatest Hits       | — | — | — | — | US32 (11 Wo.)US | Erstveröffentlichung: 13. Januar 1986 Autor: Ric Ocasek    |
| 1987 | You Are the Girl Door to Door       | — | — | — | — | US17 (14 Wo.)US | Erstveröffentlichung: 10. August 1987 Autor: Ric Ocasek    |
| 1987 | Strap Me In Door to Door            | — | — | — | — | US85 (4 Wo.)US | Erstveröffentlichung: 19. Oktober 1987 Autor: Ric Ocasek   |
| 1988 | Coming Up You Door to Door          | — | — | — | — | US74 (5 Wo.)US | Erstveröffentlichung: Januar 1988 Autor: Ric Ocasek        |

Weitere Singles
- 1979: Double Life
- 1980: Don’t Tell Me No
- 1981: Gimme Some Slack
- 1982: Victim of Love
- 2011: Sad Song

## Statistik

### Chartauswertung
|                     | DE    | CH    | UK    | US     |
| ------------------- | ----- | ----- | ----- | ------ |
| Nummer-eins-Alben   | DE—DE | CH—CH | UK—UK | US—US  |
| Top-10-Alben        | DE—DE | CH—CH | UK—UK | US5US  |
| Alben in den Charts | DE2DE | CH2CH | UK5UK | US10US |

|                       | DE    | AT    | CH    | UK    | US     |
| --------------------- | ----- | ----- | ----- | ----- | ------ |
| Nummer-eins-Singles   | DE—DE | AT—AT | CH—CH | UK—UK | US—US  |
| Top-10-Singles        | DE1DE | AT1AT | CH1CH | UK2UK | US4US  |
| Singles in den Charts | DE2DE | AT2AT | CH2CH | UK8UK | US18US |

### Auszeichnungen für Musikverkäufe
| Goldene Schallplatte - Australien - 1982: für das Album Shake It Up - 2006: für das Album The Complete Greatest Hits - Neuseeland - 1979: für das Album Candy-O - Spanien - 2024: für die Single Drive Platin-Schallplatte - Kanada - 1982: für das Album Shake It Up - 1982: für das Album Panorama - Neuseeland - 2021: für die Single Drive - 2022: für die Single Just What I Needed 2× Platin-Schallplatte - Australien - 2005: für das Album The Cars - Kanada - 1979: für das Album The Cars | 3× Platin-Schallplatte - Neuseeland - 1980: für das Album The Cars - 1986: für das Album Greatest Hits 4× Platin-Schallplatte - Australien - 1996: für das Album Greatest Hits - Neuseeland - 1984: für das Album Heartbeat City |

Anmerkung: Auszeichnungen in Ländern aus den Charttabellen bzw. Chartboxen sind in ebendiesen zu finden.
| Land/RegionAuszeichnungen für Musikverkäufe (Land/Region, Auszeichnungen, Verkäufe, Quellen) | Silber     | Gold     | Platin       | Verkäufe   | Quellen                       |
| -------------------------------------------------------------------------------------------- | ---------- | -------- | ------------ | ---------- | ----------------------------- |
| Australien (ARIA)                                                                            | —          | 2× Gold2 | 6× Platin6   | 475.000    | aria.com.au                   |
| Kanada (MC)                                                                                  | —          | —        | 4× Platin4   | 400.000    | musiccanada.com               |
| Neuseeland (RMNZ)                                                                            | —          | Gold1    | 12× Platin12 | 245.000    | aotearoamusiccharts.co.nz NZ2 |
| Spanien (Promusicae)                                                                         | —          | Gold1    | —            | 30.000     | elportaldemusica.es           |
| Vereinigte Staaten (RIAA)                                                                    | —          | Gold1    | 23× Platin23 | 23.500.000 | riaa.com                      |
| Vereinigtes Königreich (BPI)                                                                 | 2× Silber2 | 3× Gold3 | —            | 960.000    | bpi.co.uk                     |
| Insgesamt                                                                                    | 2× Silber2 | 8× Gold8 | 45× Platin45 |            |                               |